# گئورگ اشتومه
گئورگ اشتومه (آلمانی: Georg Stumme؛ زاده ۲۹ ژوئیهٔ ۱۸۸۶ درگذشته ۲۴ اکتبر ۱۹۴۲) یک ژنرال اهل آلمان در دوره رایش سوم و از ۱۸ اکتبر ۱۹۳۹ تا ۵ فوریه ۱۹۴۰ فرمانده لشکر هفتم زرهی آلمان نازی بود که در جریان درگیری های نبرد العلمین توسط نیروهای ارتش بریتانیا کشته شد